# Kawasaki GPZ
Pour les articles homonymes, voir GPZ.

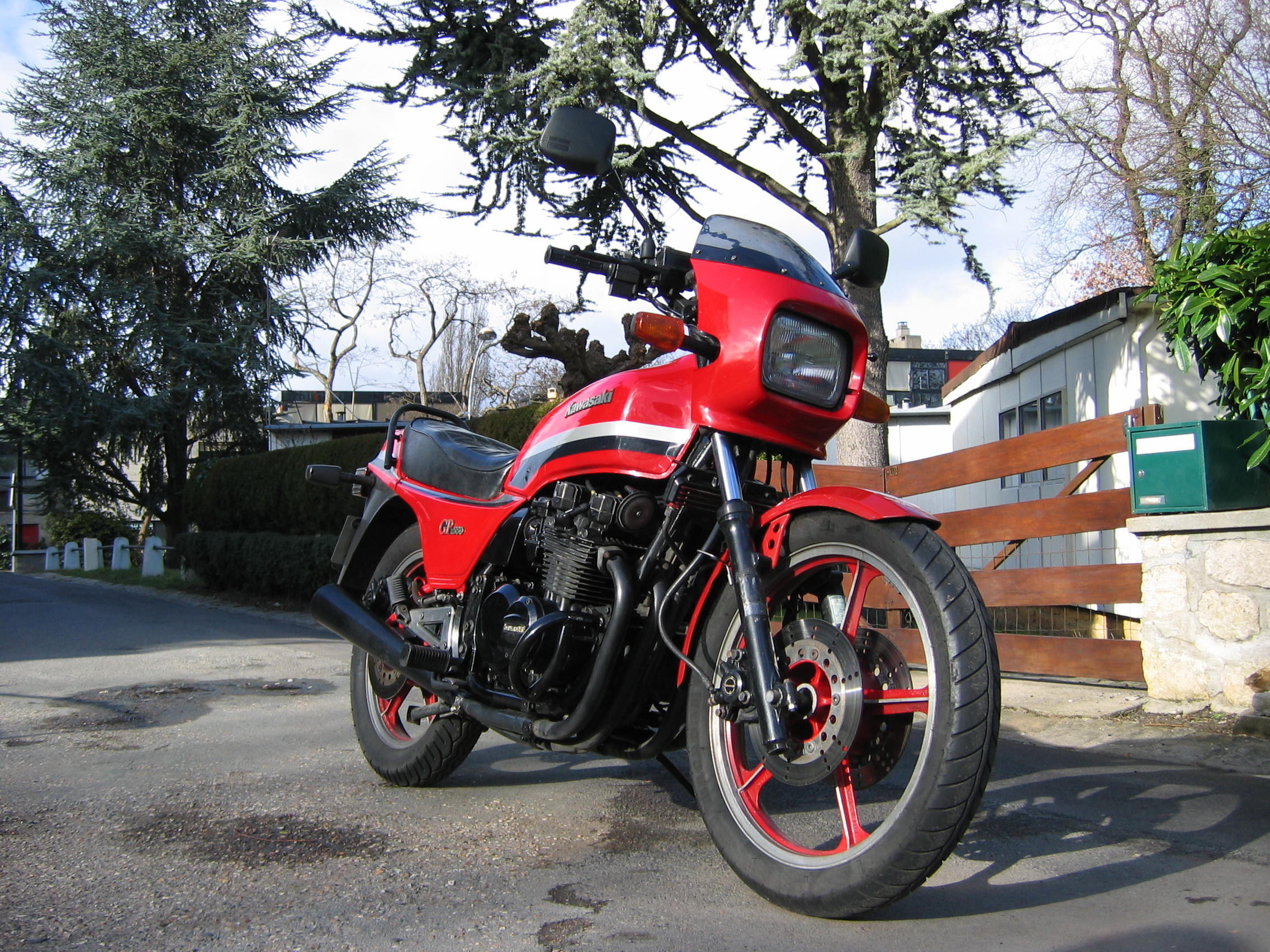
GPZ 550 modèle 1982.

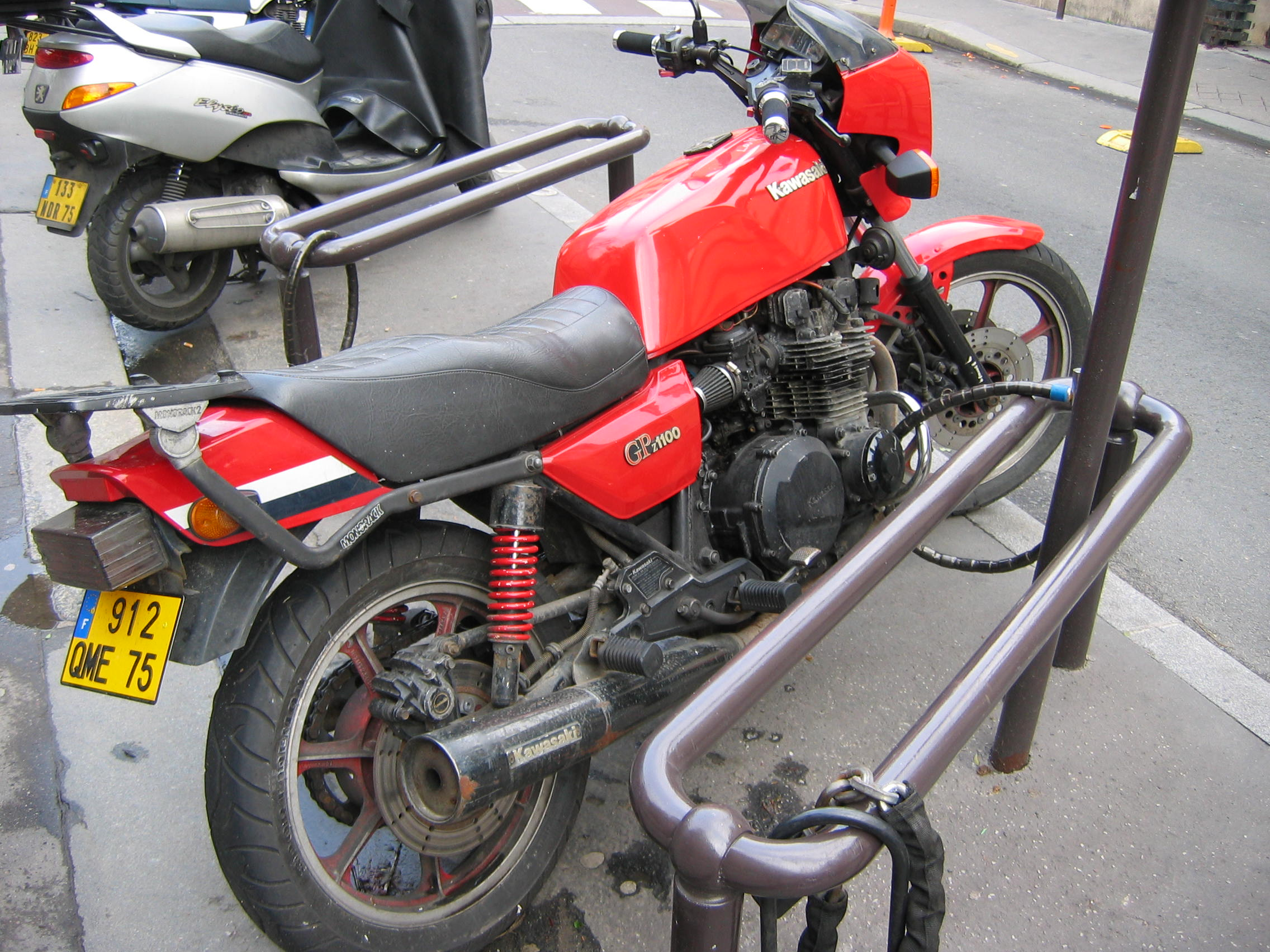
GPZ 1100.

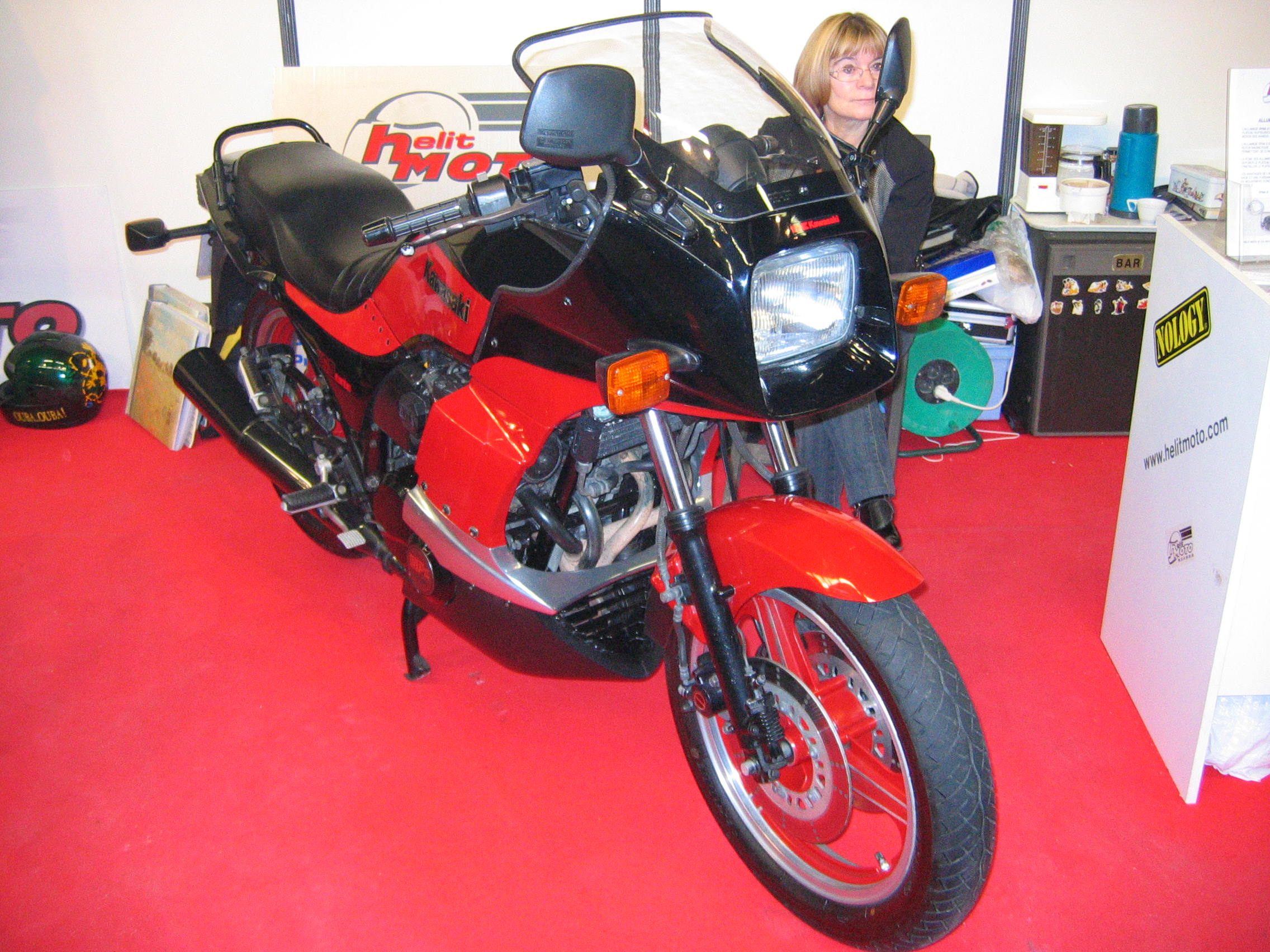
GPZX 750 turbo.

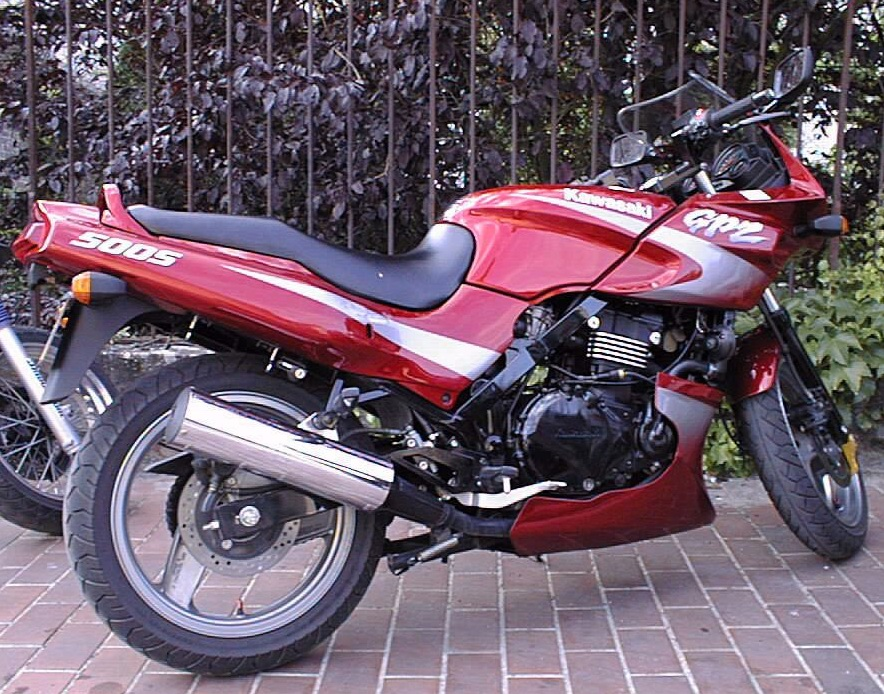
GPZ 500.

La série Kawasaki GPZ est une gamme de motos commercialisées par Kawasaki.
La série des GPZ est apparue en 1978, avec la GPZ 550.
Ce sont toutes des modèles routiers sportifs à moteur quatre temps (le « Z » désigne des modèles à quatre temps chez Kawasaki). Mise à part la GPZ 1100 B1 de 1981, tous les modèles sont munis d'une tête de fourche avec un carénage.
Les premières séries furent des quatre cylindres, disponibles en plusieurs cylindrées. On est passé de la Z550 GP à GPZ 550. 
Modèles refroidis par air :
- Pour certains marchés, la GPZ 305 : bicylindre issu de la Z 250 de 1979, Unitrak, double disque AV, tambour AR, 1983 à 1994.
- GPZ 400 : quatre cylindres.
- GPZ 550 : quatre cylindres, modèles 81 (deux amortisseurs), 1982-84, Unitrak.
- GPZ 750  (deux amortisseurs) : 1982-83, 84 ch.
- GPZ 750 ZX (Unitrak) : 1983-87, 86 ch.
- GPZ 750 Turbo : 1983-85, 112 ch.
- GPZ 1100 B1 : modèle à injection issu de la Z 1000 H (sans carénage).
- GPZ 1100 GP B2 : idem avec bulle des GPZ GP 1982.
- GPZ 1100 GP A1 (ZX 1100) : Unitrak, 120 ch, 1983.
- GPZ 1100 A2-A3 (ZX 1100) : Unitrak, 120 ch, 1984-85 (le GP a disparu).

Modèles refroidis par eau :
- GPZ 900 R Ninja : la première moto au monde à atteindre un rapport poids/puissance inférieur à 2. 116 ch pour 228 kg à sec. C'est une moto dont les performances pour l'époque étaient exceptionnelles : le poids d'une 750 et la puissance d'une 1100 lors de sa sortie en 1984. La vitesse maximum était de l'ordre de 250 km/h. Techniquement, ce fut la première Kawasaki à bénéficier du refroidissement liquide et de seize soupapes. Par ailleurs, elle bénéficiait d'une fourche avec système anti-plongée. Le cadre était tubulaire. Cette moto performante et de caractère a été vendue de 1984 (couleurs rouge et gris anthracite, bleu et gris argenté) à 2003 (une série spéciale Limited à 100 ch de couleur noire et or fut commercialisée entre 1989 et 1990). La GPZ 900R connut une longue carrière dans certains pays (États-Unis jusqu'en 1996 et Japon, ce dernier voyant le dernier modèle produit en 2003).
- GPZ 750R Ninja : 1984-1987 identique à la 900 mais au succès commercial bien moins affirmé car pour 228 kg, la puissance chute à 92 ch. Cette moto subit aussi la concurrence de la Suzuki 750 GSXR.
- GPZ 750 R (1985-1987).
- GPZ 400R.
- GPZ 500 : bicylindre à refroidissement liquide, double disque AV, tambour puis disque AR, carburateurs, réservoir de 18 L, 1987 à 2009.
- GPZ 600 R : apparue en 1985.
- GPZ 1000 RX : 1986-88 avec un alésage et une course plus importants, 126 ch et environ 112 N m de couple pour une vitesse en butée de 260 km/h. Le cadre n'est plus un « Diamond » mais périmétrique.
- GPZ 1100 : 1995-97, un modèle moins sportif (moteur issu de la 1100 ZZR), première Kawasaki à disposer de l'ABS (modèle 1997).